# Мухіддін Яссін
Мухіддін Яссін (15 травня 1947 , Muard, Малайський Союз ) — державний і політичний діяч Малайзії, прем'єр-міністр Малайзії 1 березня 2020 — 21 серпня 2021.

## Біографія
В 1971 закінчив Університет Малайї. Працював на різних посадах в апараті уряду штату Джохор і федерального уряду (в 1981 — парламентський секретар у закордонних справах, в 1982— заступник міністра у справах федеральних територій). В 1982 став головним міністром штату Джохор, в 1995 — міністром у справах молоді і спорту, в 1999 — міністром внутрішньої торгівлі, в 2004 — міністром сільського господарства. З квітня 2009 — заступник прем'єр-міністра і за сумісництвом міністр освіти. Заступник президента ОМНО. Член парламенту з 1978. З його ім'ям пов'язане скасування непопулярного рішення про викладання основ наук і математики в початковій школі англійською мовою, прийнятого в останній рік прем'єрства Махатхіра Мохамада. В 2014—2015 роках був патроном Міжнародної ради з малайської мови. Був знятий зі своєї посади 27 липня 2015 р за незгоду з політикою прем'єр-міністра і перейшов до табору опозиції. Після перемоги опозиційного альянсу «Надія» на загальних виборах 9 травня 2018 року обійняв посаду міністра внутрішніх справ. Наприкінці лютого 2020 року діючий прем'єр-міністр подав у відставку, і 29 лютого Мухіддін Яссін очолив уряд країни.
19 квітня 2021 року прем'єр-міністр Мухіддін Яссін оголосив, що корпорація Microsoft інвестує в економіку Малайзії $1 млрд в рамках нової п’ятирічної програми співпраці з державними установами та місцевими компаніями. Це стане найбільшим фінансовим вкладенням американської технологічної корпорації в Малайзію.
На початку серпня 2021 року стало відомо, що Мухіддін Яссін втратив підтримку більшості у парламенті після того, як частина депутатів найбільшої в країні Об'єднаної малайської національної організації (ОМНО нова) висловила недовіру уряду. 
Мухіддін протягом двох тижнів намагався досягти компромісу з опозиційними партіями, представленими в парламенті, проте йому це зробити не вдалося і 16 серпня 2021 він оголосив про свою відставку
.
Залишався виконуючим обов’язки прем’єр-міністра, поки 20 серпня 2021 року не було обрано Ісмаїла Сабрі Яакоба.

## Нагороди
- 1974: Медаль Султана Ібрагіма
- 1979: Орден Султана Ібрагіма
- 1980: Орден «За вірність Короні Джохора»
- 1988: Орден «Вірний лицар Корони» і титул Тан Срі
- 1991: Орден «Коммодор-захисник Корони Джохора» і титул Дато
- 2007: Орден «Коммодор-захисник Корони Перліса» і титул Дато Срі
- 2012: Спеціальний приз Всесвітнього економічного форуму Китаю
- 2014: Почесна медаль Протипожежної і рятувальної служби Малайзії